# 二硫酸イオン

二硫酸アニオンの化学構造

二硫酸イオン（Pyrosulfate）またはピロ硫酸イオンは化学では、分子式S2O2−
7で表される二価の陰イオンである。
二硫酸塩は重クロム酸塩と類似の構造をしており、2つのSO 4四面体が頂点の酸素を共有していると考えることができる。この陰イオンでは、硫黄の酸化状態は +6 である。二硫酸塩は、二硫酸水素イオン（ピロ硫酸水素イオン） HS2O−
7の共役塩基である。